# Turak białouchy
Turak białouchy, turak białolicy (Menelikornis leucotis) – gatunek średniej wielkości ptaka z rodziny turakowatych (Musophagidae), występującego w Afryce Wschodniej na Wyżynie Abisyńskiej. Zasięg jego występowania obejmuje większą część Etiopii i Erytrei oraz wschodnie pogranicza Sudanu i Sudanu Południowego. W Europie i Ameryce Północnej jest ptakiem chętnie hodowanym w wolierach. Charakterystyczne dla tego i kilku spokrewnionych z nim gatunków jest występowanie w piórach unikatowych barwników: zielonej turakowerdyny i czerwonej turacyny, niespotykanych u prawie żadnych innych zwierząt.

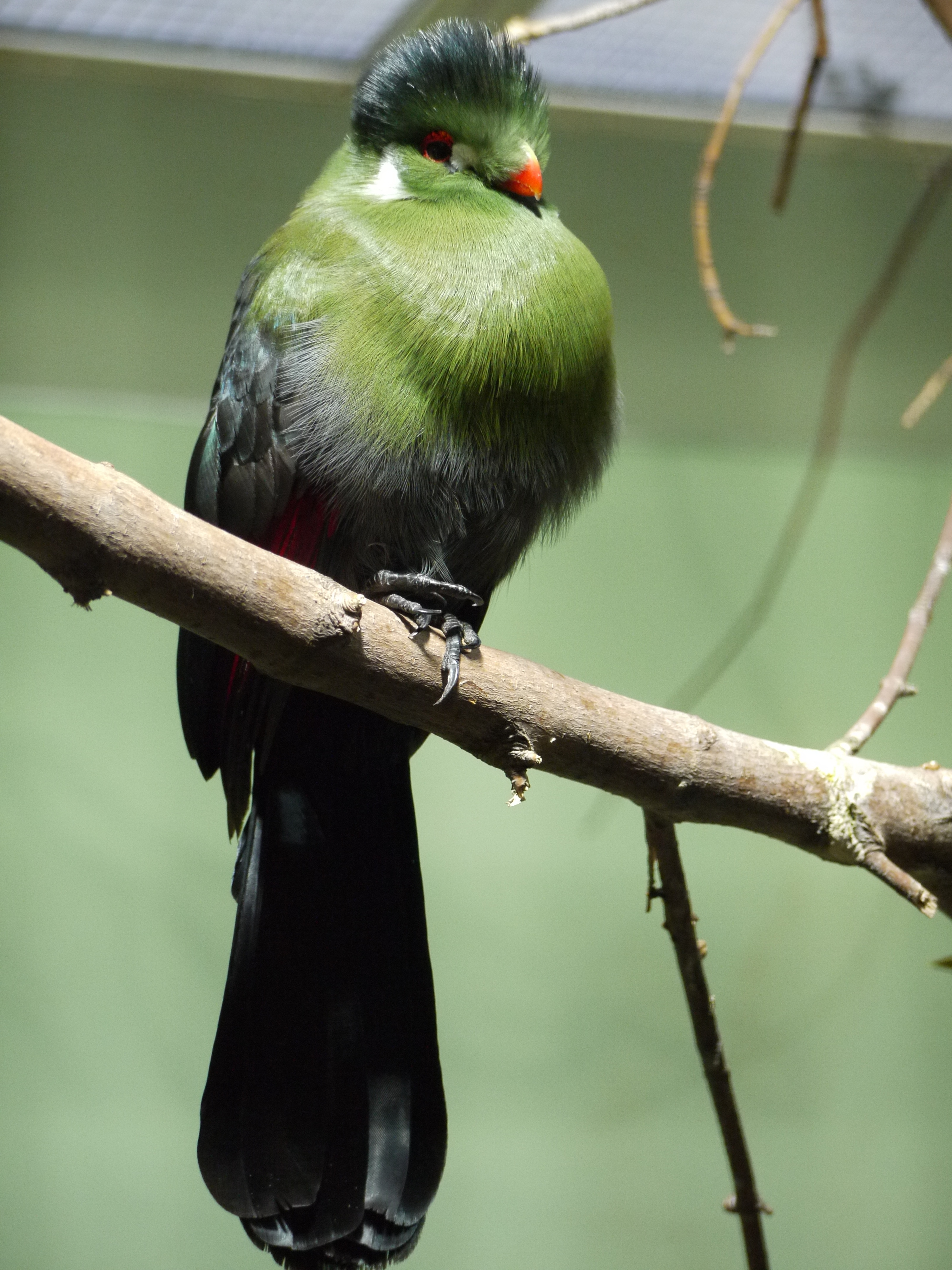
Niezwykły kolor piór turaki zawdzięczają rzadkim barwnikom

## Morfologia
Upierzeniem najbardziej przypomina turaka liliowoczubego, z którym jest łączony w jeden nadgatunek. Dominującymi kolorami w upierzeniu są zieleń i niebieski. Zieleń występuje na głowie, szyi, piersi i grzbiecie. Kolor niebieski zaś przeważa na pokrywach skrzydeł, brzuchu i ogonie. Ciemnoniebieski do fioletowego jest też charakterystyczny czub na głowie. Głowę ponadto zdobią dwie białe plamy z każdej strony: jedna przed okiem, a druga, większa sięga od ucha po szyję – stąd też polska nazwa zwyczajowa gatunku. Dziób i naga skóra wokół oczu soczyście pomarańczowe. Lotki krwistoczerowne, dobrze widoczne dopiero podczas lotu.
Średnie wymiary
Długość ciała: 42–43 cm (wraz z długim ogonem). Masa ciała: 200–315 g.

## Ekologia i zachowanie
Biotop
Zamieszkuje górskie lasy. Spotykany już od 900, ale najczęściej od 2200 do 3200 m n.p.m.
Pożywienie
Odżywia się owocami i jagodami afrykańskich drzew szpilkowych i jałowców. W okresie lęgowym spożywa również owady.
Rozmnażanie
Proste, zbudowane z patyków gniazdo zakłada wysoko na drzewach. Składa dwa jaja, z których po 22–23 dniach wykluwają się niedołężne pisklaki, pokryte gęstym puchem.

## Podgatunki
Wyróżniono dwa podgatunki M. leucotis:
- turak białouchy (M. l. leucotis) – północna i zachodnia część zasięgu: od centralnej Etiopii po Erytreę i Sudan[1],
- turak podokarpowy (M. l. donaldsoni) – centralna i południowo-wschodnia część areału mieszcząca się w Etiopii[1].

## Status
Międzynarodowa Unia Ochrony Przyrody (IUCN) uznaje turaka białouchego za gatunek najmniejszej troski (LC – Least Concern) nieprzerwanie od 1988 roku. Trend liczebności populacji uznaje się za stabilny.